# Clemens Horak
Clemens Horak (* 29. November 1969 in Wien) ist ein österreichischer Oboist.

## Leben und Wirken
Horaks erste Lehrer waren Ernst Kölz, Hans Maria Kneihs und Manfred Kautzky. 1989 legte er am Musikgymnasium Wien die Matura ab. Unmittelbar danach engagierten ihn die Wiener Symphoniker als ersten Oboisten. Neben seiner Tätigkeit für das Orchester und weiteren Auftritten als Solist und Kammermusiker studierte er an der Universität für Musik und darstellende Kunst Wien. 1994 legte er die Diplomprüfung ab.
Clemens Horak profilierte sich als Spezialist für die Oboensoli der Orchesterliteratur bei den Wiener Symphonikern und wirkte bei mehreren Kammermusikformationen mit. So absolvierte er unter anderem solistische Auftritte mit dem Ensemble Kontrapunkte und dem Wiener Hochschulorchester.
Im September 1998 erhielt er die Position des ersten Oboisten im Orchester der Wiener Staatsoper, bevor er 2003 Mitglied der Wiener Philharmoniker wurde.
Von der Neuen Zürcher Zeitung wurde Clemens Horak als „ein Rebell an der Oboe“ bezeichnet.